# Ray Barnett
Ray Barnett è un personaggio della serie televisiva E.R. - Medici in prima linea interpretato da Shane West.

## Storia del personaggio
Il personaggio di Ray Barnett viene introdotto nell'undicesima stagione della serie, come tirocinante affidato alla supervisione del dottor John Carter. La sua personalità ribelle però lo pone spesso in una situazione di contrasto con i propri superiori, al punto che in un'occasione il capo del personale, la dottoressa Kerry Weaver, lo metterà davanti ad un ultimatum. Barnett, che aveva chiesto alla Weaver un periodo di aspettativa per poter partecipare ad un tour con il suo gruppo musicale rock, dovrà infatti scegliere fra il suo lavoro al pronto soccorso e la musica. Alla fine, spinto anche dai compagni della band, Barnett sceglierà la carriera di medico.
Ray Barnett divide un appartamento con la collega Neela Rasgotra, per la quale prova un forte sentimento, nonostante lei sia sposata (con il  dottor Michael Gallant). Anche Neela prova una forte attrazione nei confronti di Barnett, ma il loro rapporto per una serie di circostanze non si concretizza seriamente, neppure dopo la morte di Gallant, quando le avances di Barnett si fanno più pressanti. La situazione diverrà ancora più difficile per Ray con l'arrivo di Tony Gates. Allora intreccia una relazione con la tirocinante di chirurgia Katey Alvaro. Durante il matrimonio di Luka Kovač e Abby Lockhart, Ray scatena una furibonda lite con Gates. Subito dopo, Ray viene investito mentre torna a casa ubriaco.
In seguito all'incidente, Ray perderà entrambe le gambe e tornerà a Baton Rouge per vivere dalla madre. Il suo personaggio ritornerà nella quindicesima stagione. Le sue gambe sono state sostituite da due protesi e Ray ha cominciato a lavorare nel campo della riabilitazione, aiutando pazienti afflitti da handicap o mutilazioni. Nell'occasione del suo ritorno verrà rivelato che Ray prova ancora dei forti sentimenti nei confronti di Neela: i due riusciranno a stare insieme alla fine della quindicesima stagione, quando Neela decide di lasciare il Policlinico per trasferirsi nella città di Ray, per lavorare nello stesso ospedale.